# Lepidopilum cristatum
Lepidopilum cristatum là một loài rêu trong họ Daltoniaceae. Loài này được Hedw. Hampe mô tả khoa học đầu tiên năm 1865.